# Montgaillard-sur-Save
Montgaillard-sur-Save is een gemeente in het Franse departement Haute-Garonne (regio Occitanie) en telt 78 inwoners (2009). De plaats maakt deel uit van het arrondissement Saint-Gaudens.

## Geografie
De oppervlakte van Montgaillard-sur-Save bedraagt 4,1 km², de bevolkingsdichtheid is dus 19 inwoners per km².

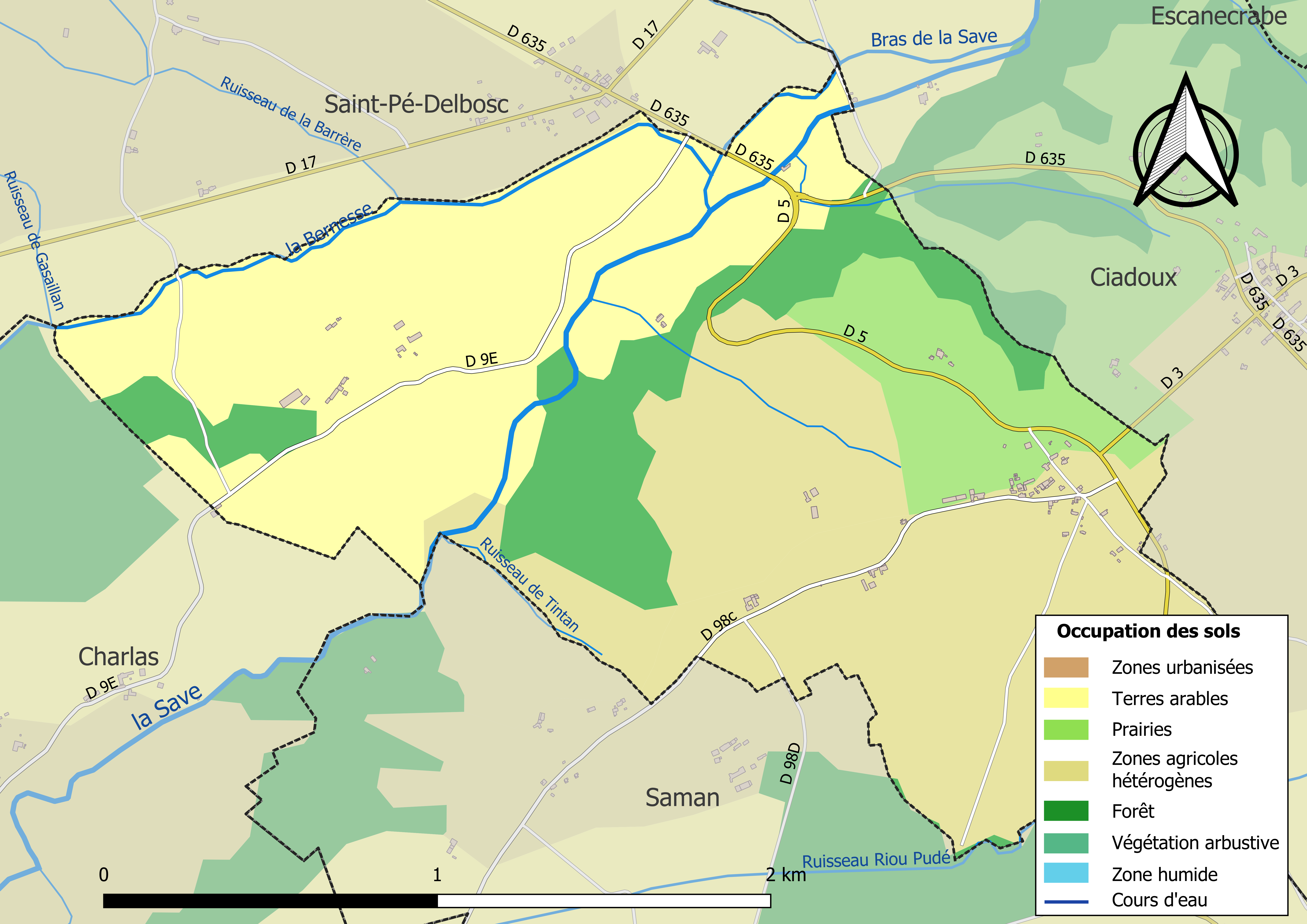
Kaart van de gemeente met de belangrijkste infrastructuur, bodemgebruik en omliggende gemeenten

## Demografie
Onderstaande figuur toont het verloop van het inwonertal (bron: INSEE-tellingen).